# No (bài hát của Meghan Trainor)
No (Cách điệu như NØ) là một bài hát của ca sĩ kiêm nhạc sĩ người Mỹ Meghan Trainor từ album phòng thu thứ hai của cô, Thank You (2016). Ricky Reed sản xuất bài hát và cùng viết với Trainor và Jacob Kasher Hindlin; Epic Records phát hành bài hát này làm đĩa đơn chủ đạo của album vào ngày 4 tháng 3 năm 2016. "No" là một bài hát dance-pop lấy cảm hứng từ nhạc pop và R&B của thập niên 1990, với lời bài hát nói về quyền từ chối và trao quyền cho phụ nữ, khuyến khích họ từ chối những lời tán tỉnh không mong muốn từ nam giới.
Các nhà phê bình âm nhạc khen ngợi "No" như một sự thể hiện khía cạnh tự tin và trưởng thành của Trainor và coi nó là một sự cải thiện so với các bài hát trước đây của cô. Tại Mỹ, bài hát đạt vị trí thứ ba trên bảng xếp hạng Billboard Hot 100 và được chứng nhận 2× Platinum  Recording Industry Association of America. Nó cũng lọt vào top 10 tại Úc, Canada, Áo, Israel, Latvia, Nam Phi và Scotland, và đạt chứng nhận  Multi-platinum certifications tại Úc và Canada cùng với Ba Lan.

Fatima Robinson đã đạo diễn video âm nhạc cho "No", trong đó Trainor thực hiện các điệu nhảy được biên đạo trong một nhà kho và kết hợp cánh tay của cô với các vũ công nữ đi kèm. Các nhà phê bình so sánh nó với các hình ảnh của nhiều nghệ sĩ nữ của thập niên 1990 và ca ngợi sự phát triển sáng tạo của cô, đặc biệt là trong phần biên đạo múa. Để quảng bá thêm, Trainor đã biểu diễn "No" trên các chương trình truyền hình như Iheartradio Music Awards, The Ellen DeGeneres Show, và Billboard Music Awards, và đưa nó vào danh sách biểu diễn của tour diễn năm 2016 của cô, The Untouchable Tour.

## Video âm nhạc
Trong một cuộc phỏng vấn với Time, Trainor khẳng định video âm nhạc được quay vào ngày 4 tháng 3 năm 2016. và được phát hành vào cuối tháng đó.

## Xếp hạng
| BXH (2016)                                      | Vị trí |
| ----------------------------------------------- | ------ |
| Úc (ARIA)                                       | 58     |
| Canada (Canadian Hot 100)                       | 32     |
| Canada CHR/Top 40 (Billboard)                   | 35     |
| Cộng hòa Séc (Singles Digitál Top 100)          | 42     |
| Trường songid là BẮT BUỘC CHO BẢNG XẾP HẠNG ĐỨC | 62     |
| Ireland (IRMA)                                  | 59     |
| Ỳ (FIMI)                                        | 81     |
| Hà Lan (Single Top 100)                         | 90     |
| New Zealand (Recorded Music NZ)                 | 36     |
| Scotland (OCC)                                  | 27     |
| Slovakia (Singles Digitál Top 100)              | 46     |
| Thụy Điển (Sverigetopplistan)                   | 78     |
| Thụy Sĩ (Schweizer Hitparade)                   | 53     |
| Anh Quốc (OCC)                                  | 48     |
| Hoa Kỳ Billboard Hot 100                        | 11     |
| Hoa Kỳ Adult Pop Airplay (Billboard)            | 17     |
| Hoa Kỳ Pop Airplay (Billboard)                  | 18     |